# Clastoptera texana
Clastoptera texana är en insektsart som beskrevs av Doering 1929. Clastoptera texana ingår i släktet Clastoptera och familjen Clastopteridae. Inga underarter finns listade i Catalogue of Life.